# In the Heights (Film)
In the Heights ist ein Musicalfilm von Jon M. Chu, der am 22. Juli 2021 in die deutschen Kinos kam. Es handelt sich um eine Adaption des mehrfach mit dem Tony Award ausgezeichneten gleichnamigen Musicals von Lin-Manuel Miranda und Quiara Alegría Hudes über die Bewohner des Stadtviertels Washington Heights in Manhattan.

## Handlung

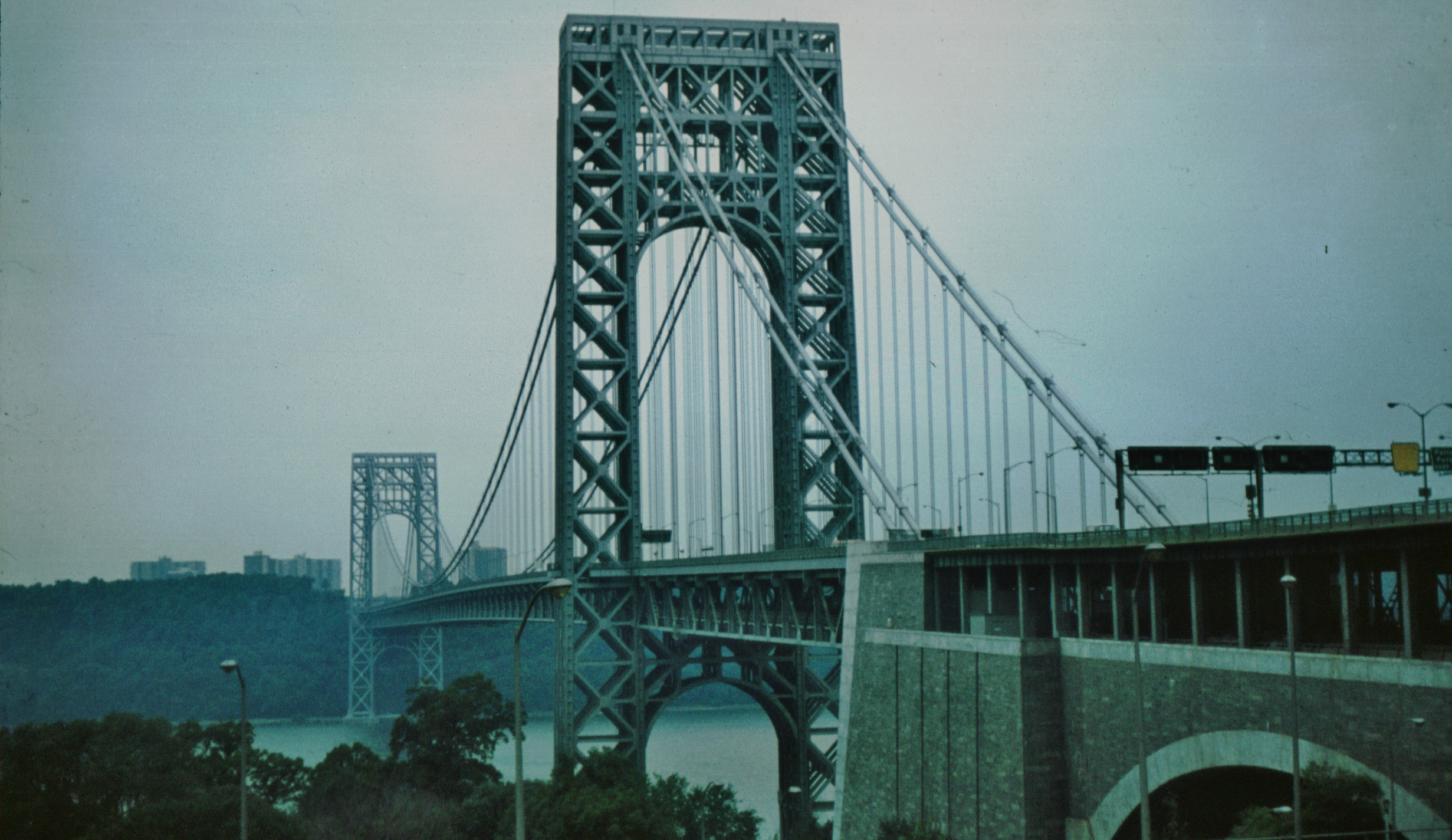
Die Bewohner von Washington Heights können auf die George-Washington-Brücke blicken

Der junge Mann Usnavi lebt in Washington Heights, einem Stadtviertel von New York City im Norden Manhattans. Er betreibt eine Bodega, welche ihm seine verstorbenen Eltern hinterlassen haben. Sein Cousin Sonny hilft ihm bei der Arbeit. Usnavi würde am liebsten sein Geschäft schließen und zurück in die Dominikanische Republik ziehen, an die er vage Erinnerungen aus seiner Kindheit hat. Einige Bekannte halten ihn jedoch in Washington Heights, so Benny, den er bereits von klein auf kennt, die Kubanerin Vanessa und auch Nina, eine Freundin Usnavis aus Kindertagen. Ihr Vater hatte ihr ein Studium auf der Stanford University ermöglicht, aufgrund von Heimweh kehrte sie jedoch in den Stadtteil zurück.
Als bekannt wird, dass jemand aus Washington Heights 96.000 US-Dollar im Lotto gewonnen hat, malen sie sich alle aus, was sie mit dem Geld machen würden.

## Das MusicalIn the Heights
Der Film basiert auf dem Musical In the Heights mit Musik von Lin-Manuel Miranda und Text von Quiara Alegría Hudes. Es thematisiert den Einfluss der Gentrifizierung auf ein Einwandererviertel. Miranda begann im zweiten Jahr seines Studiums mit der Arbeit an In the Heights. Das Musical verbindet lateinamerikanische Musikstile und Hip-Hop mit herkömmlicher Musical-Musik. Es schrieb Geschichte, weil es auf den Erfahrungen von Hispanics basiert und sich auf den Alltag dieser Bevölkerungsgruppe konzentriert. Eine frühe Variante von In the Heights wurde 1999 uraufgeführt. 2007 war das Musical Off-Broadway und 2008 auf dem Broadway zu sehen. Miranda spielte darin die Hauptrolle des Usnavi. Die Broadway-Produktion gewann vier Tony Awards, die zugehörige Aufnahme einen Grammy.

## Produktion

### Stab und Besetzung
Das Musical wurde von Quiara Alegría Hudes auch für den Film adaptiert. Regie führte Jon M. Chu. Im Film spielt Miranda nun den Piragua Guy. Neben ihm sind im Film Anthony Ramos in der Rolle von Usnavi de la Vega und Melissa Barrera in der Rolle von Vanessa zu sehen. Stephanie Beatriz und Dascha Polanco spielen Carla und Cuca, Daphne Rubin-Vega ist in der Rolle von Daniela zu sehen, Vanessas Chefin. Olga Merediz, die bereits im Musical mitwirkte, spielt Abuela Claudia. Gregory Diaz ist in der Rolle von Usnavis Cousin Sonny zu sehen. Leslie Grace spielt Nina, Jimmy Smits ihren Vater Kevin Rosario und Corey Hawkins ihren Ex-Freund Benny, der bei ihrem Vater arbeitet. Als Teenager wird Nina von Ariana Greenblatt gespielt.

### Dreharbeiten
Die Dreharbeiten fanden in den Washington Heights statt, dem Handlungsort des Films. Der Name bezieht sich auf das Fort Washington, den höchsten Punkt Manhattans. Unter anderem dienten hier die George-Washington-Brücke als auch der Eingangsbereich vor der U-Bahnstation 168th Street als Kulisse. Als Kamerafrau fungierte Alice Brooks, mit der Chu bereits für seinen Film Jem and the Holograms zusammenarbeitete und die wie er selbst an der University of Southern California studierte.
Brooks kam Ende März 2019 für eine zehnwöchige Vorbereitungsphase nach New York. An der Kreuzung 175th Street und Audubon, wo sich die fiktive Erzählung entfaltet, hatten sie eine Wohnung gefunden, die perfekt für Abuela und Usnavi war und von der aus sie auf die Straßenkreuzung blicken konnten und damit auf das Herz dieser Gemeinschaft. In dieser Wohnung fanden die Dreharbeiten für drei Musikstücke, Alabanza, Champagne und Blackout, statt. In dem Song 96,000 wiederum träumt die ganze Nachbarschaft beim Schwimmen im öffentlichen Schwimmbad davon, was sie tun würden, wenn sie im Lotto gewinnen würden. Diese Szene wurde mit Hunderten von Tänzern im Highbridge Pool in Washington Heights gedreht. In der Vergangenheit dienten die riesigen Schwimmbecken als Wassersystem für Manhattan. Da die Anlage untertunnelt war und daher nur das Gewicht eines kleinen Kamerakrans tragen konnte, für die Aufnahmen von oben aber auch keine Drohnen eingesetzt werden konnten, die in New York City nicht erlaubt sind, entwickelte man einen Kran, dessen Gewicht die Struktur standhalten konnte.

### Filmmusik und Soundtrack-Album
Lin-Manuel Miranda hatte die Stücke für sein gleichnamiges Musical geschrieben und komponiert. Zu den sich ständig weiterentwickelnden Song- und Tanznummern, die auch im Film verwendet werden, erklärt Björn Schneider, diese griffen gekonnt die Stimmungen und die vor allem kulturellen Hintergründe der darbietenden Person auf: „Eine phantastische Idee ist es, dass einige der Charaktere bei der Interpretation und Darbietung ihrer Songs ihr Herkunftsland repräsentieren – und die Musik des Landes. Man hört die Rhythmus-getriebenen, Percussions-lastigen Musikstile Plena und Bomba aus Puerto-Rico. Den folkloristisch geprägten Merengue aus der Dominikanischen Republik. Oder die kubanischen Musikrichtungen Guajira und Son Cubano. Und der Salsa als lateinamerikanisches Kulturgut, als Tanz und Musikgenre, darf natürlich ebenso wenig fehlen.“ Das Soundtrack-Album mit insgesamt 17 Musikstücken wurde am 11. Juni 2021 von Warner Music veröffentlicht. Der erste Song In the Heights, das Titellied des Films und gleichzeitig das erste Stück auf dem Album, wurde vorab im April 2021 veröffentlicht. Der Song Home All Summer wurde von Miranda neu für den Film geschrieben. Die Latin-Pop-Nummer wird am Ende des Films und über den Abspann von Anthony Ramos, Leslie Grace und Marc Anthony gesungen.

### Marketing und Veröffentlichung
Ein erster Teaser-Trailer wurde am 10. Dezember 2019 veröffentlicht, ein weiterer Trailer Mitte März 2021. Am 26. Juni 2020 sollte der Film in die US-Kinos kommen, der Kinostart in Deutschland war für den 6. August 2020 geplant. Der US-Starttermin wurde jedoch wegen der Coronavirus-Pandemie auf den 18. Juni 2021 verschoben. Ein Kinostart in Deutschland war zwischenzeitlich am vorherigen Tag geplant und wurde zuletzt auf den 22. Juli 2021 verschoben. Ab Juni 2021 soll der Film außerdem für einen Monat ohne Aufpreis beim US-amerikanischen Streamingdienst HBO Max verfügbar sein. Die Premiere erfolgte bereits am 9. Juni 2021 beim Tribeca Film Festival, wo In The Heights als Eröffnungsfilm gezeigt wurde.

## Rezeption

### Altersfreigabe und Themen
In den USA wurde der Film von der MPAA als PG-13 eingestuft. In Deutschland wurde der Film von der FSK ab 6 Jahren freigegeben.
Von der Deutschen Film- und Medienbewertung wurde In the Heights mit dem Prädikat Besonders wertvoll versehen. In der Begründung heißt es, die Mischung aus lateinamerikanischen Rhythmen, hinreißend dargebotenen Balladen und jeder Menge Rap und Hip Hop reiße jeden Zuschauenden von den Sitzen. Dazu behandele In the Heights auch relevante Probleme unserer Zeit, wie die Gentrifizierung, den latenten Rassismus und die Sehnsucht nach den eigenen Wurzeln der Eltern oder Großeltern, die ihre Heimat hinter sich lassen mussten, etwas das sich auch in allen Szenen und in allen Musiknummern widerspiegele.

### Kritiken und Einspielergebnis
Der Film wurde bislang von 94 Prozent der bei Rotten Tomatoes erfassten 367 Kritiken positiv bewertet, mit durchschnittlich 8,2 von 10 möglichen Punkten, womit er aus den 22. Annual Golden Tomato Awards als Erstplatzierter in der Kategorie Musical & Music Movies der Filme des Jahres 2021 hervorging. Auf Metacritic erhielt er einen Metascore von 84 von 100 möglichen Punkten.

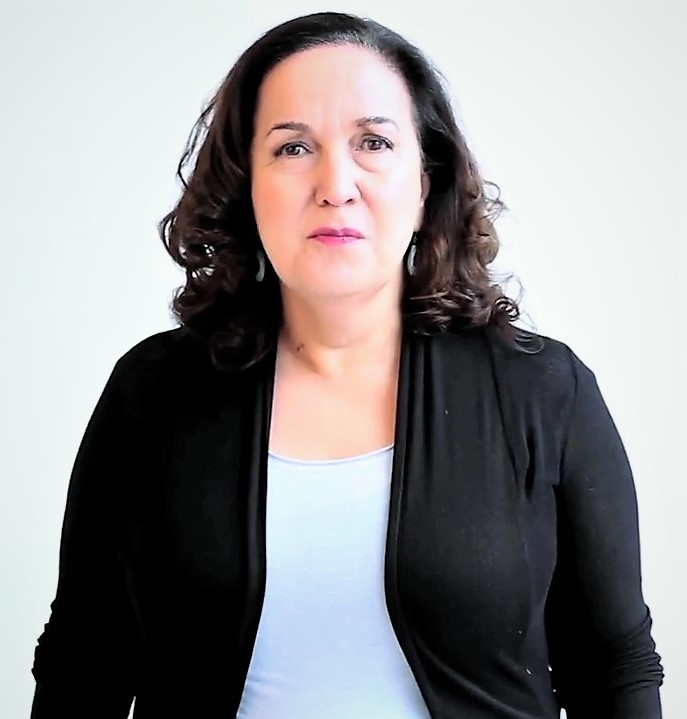
Olga Merediz spielt im Film Abuela Claudia

David Ehrlich von IndieWire schreibt, dieses von Herzen kommende Stück Hollywood-Unterhaltung auf der großen Leinwand zu sehen, sei wie nach einem langen Jahr im Exil nach Hause zu kommen und festzustellen, dass es dort vielleicht sogar besser ist, als man es in Erinnerung hat. So seien die Kinos in diesen Tagen auch Orte, die von dem Film wunderbar wieder zum Leben erweckt werden können. Da Jon M. Chu nicht wirklich wisse, wie man „klein macht“, suche er im Alltag nach dem Spektakel und finde dieses in der Bewegung. Der Regisseur habe so ein Porträt über „ein Volk in Bewegung“ gezeichnet, auch wenn das Filmset am Broadway statisch bleibe, was Ehrlich mit einer Schneekugel vergleicht, in der man beobachten kann, was auf den Straßen von Washington Heights vor sich geht und wo die Figuren mit offenen Augen zu träumen scheinen. Die Straßen bestünden buchstäblich aus Musik, bis hin zu den Kanaldeckeln, die sich wie Plattenteller drehen. Anthony Ramos zeige hierbei in der Hauptrolle, die im Musical noch mit Miranda besetzt war, eine der charismatischsten und sympathischsten Performances in einem Film seit langem. Während das Musical In the Heights in Bezug auf die Einwanderererfahrung nuancierter und ehrlicher gewesen sei, als es für eine erfolgreiche Broadway-Show möglich erschien, lasse das Drehbuch von Quiara Alegría Hudes für den Film jedoch einige der realistischsten Momente seines Material falsch wirken, und auch eine glaubwürdige Protestszene sei Chu nicht gelungen, so Ehrlich.
Jazz Tangcay von Variety schreibt über das Soundtrack-Album, mit dem Lin-Manuel Miranda die Washington Heights fröhlich zelebriert, dieses sei ebenso stark wie der Film, ohne sich dessen Dialoge und prächtiger Bilder bedienen zu können. Anthony Ramos sei nicht nur in der Rolle von Usnavi entzückend, auch seine Stimme sei vom Anfang des Films mit der Eröffnungsnummer In the Heights bis zum Ende knackig, egal ob er rappt oder singt. Über Olga Merediz, die bereits im Musical spielte und als Abuela Claudia zu sehen ist, schreibt Tangcay, diese wiederhole ihre Rolle am Broadway mit einer Kraft, als würde sie diese zum ersten Mal erforschen.
Patrick Heidmann von epd Film entdeckt als eine der kleineren Schwächen des Films den Mangel an Handlung, und man müsse schon etwas übrig haben für Tanz und Gesang, wenn man an diesem seine Freude haben möchte. Dennoch überzeuge der Film als Leinwandmusical mehr als vergleichbare Produktionen der letzten Zeit, und Anthony Ramos sei ein ungemein einnehmender Protagonist, wie auch der ganze Cast es verstehe, die ausgelassene Lebendigkeit, die im Hochsommer auf New Yorker Straßen herrschen kann, auf ein Musicalniveau zu überhöhen. So sei In the Heights im Ergebnis ein mitreißendes Kinoerlebnis.
In den USA vergaben die Zuschauer für den Film nach seinem Start den CinemaScore „A“, was einer „1“ entspricht. Die weltweiten Einnahmen des Films aus Kinovorführungen belaufen sich auf 45,1 Millionen US-Dollar.

### Auszeichnungen (Auswahl)
Black Reel Awards 2021

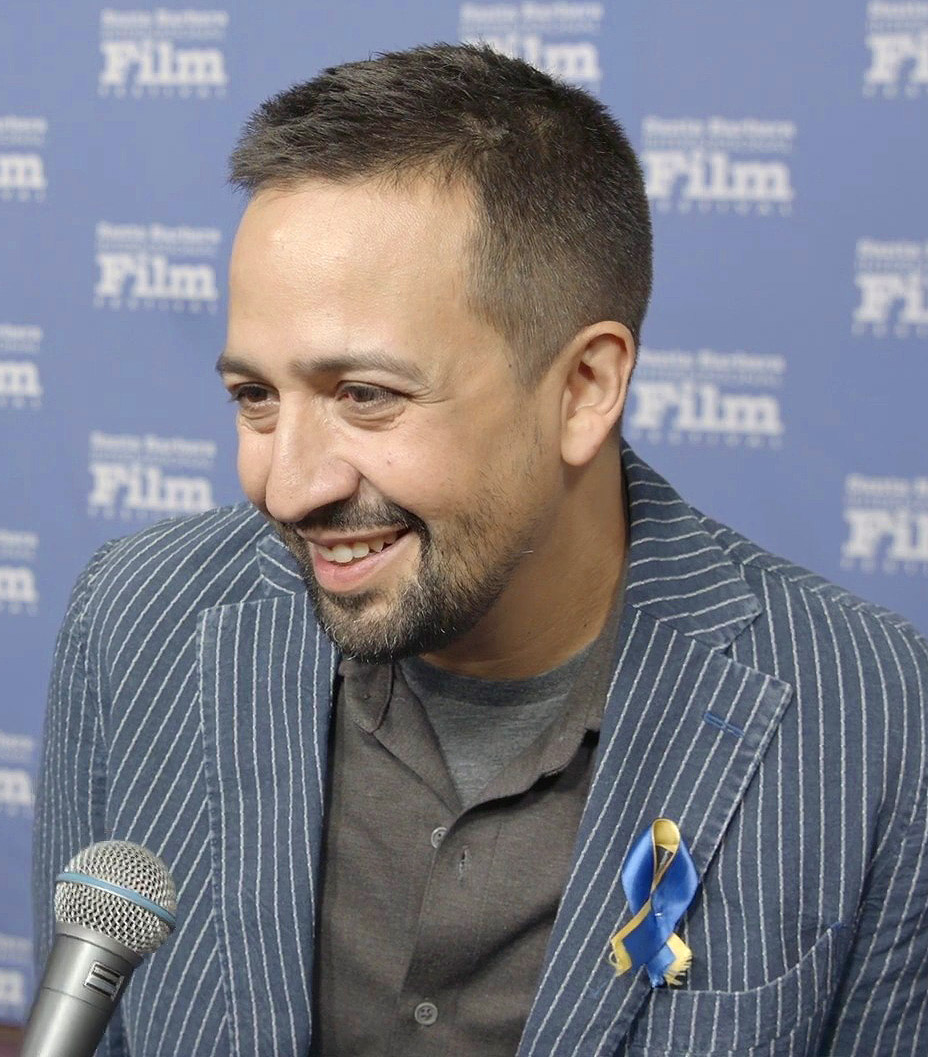
Produzent Lin-Manuel Miranda

- Nominierung für das Beste Drehbuch (Quiara Alegría Hudes)
- Nominierung für das Beste Drehbuchdebüt (Quiara Alegría Hudes)
- Nominierung für die Beste Filmmusik (Alex Lacamoire, Lin-Manuel Miranda und Bill Sherman)
- Nominierung als Bester Nachwuchsschauspieler (Anthony Ramos)
- Nominierung für das Beste Ensemble
- Nominierung für die Beste Kamera (Myron Kerstein)
- Nominierung für das Beste Szenenbild (Nelson Coates)[33]

Golden Globe Awards 2022
- Nominierung in der Kategorie Musical or Comedy
- Nominierung als Bester Schauspieler (Anthony Ramos)

Golden Reel Awards 2022
- Nominierung in der Kategorie Achievement in Sound Editing – Feature Music[34]

Grammy Awards 2022
- Nominierung als Best Compilation Soundtrack for Visual Media[35]

People’s Choice Awards 2021
- Nominierung als Filmdrama des Jahres
- Nominierung als Drama Movie Star of the Year (Anthony Ramos)[36]

Satellite Awards 2021
- Nominierung als Beste Filmkomödie
- Nominierung als Bester Hauptdarsteller – Komödie (Anthony Ramos)
- Nominierung als Beste Hauptdarstellerin – Komödie (Melissa Barrera)[37]

## Synchronisation
Die deutsche Synchronisation entstand nach einem Dialogbuch und Dialogregie von Marius Clarén im Auftrag der RC Production GmbH & Co. KG, Berlin.
| Darsteller    | Synchronsprecher     | Rolle         |
| ------------- | -------------------- | ------------- |
| Anthony Ramos | Nicolás Artajo       | Usnavi        |
| Mateo Gómez   | Klaus-Dieter Klebsch | Alejandro     |
| Corey Hawkins | Leonhard Mahlich     | Benny         |
| Marc Anthony  | Marcel Collé         | Gapo          |
| Jimmy Smits   | Bernd Vollbrecht     | Kevin Rosario |